# Виноробство в Китаї
Виноробство в Китаї — галузь, що має тисячолітню історію в Китаї. У 1892 р. створено перший у Китаї новий сучасний виноробний завод Changyu Grape Wine Company, що являє собою початок індустріального виноробства Китаю. Після реформи та відкриття винна промисловість Китаю швидко розвивалася. Згідно зі статистичними даними 2015 року, площа виноградників Китаю становить 820 000 га, що посідає друге місце у світі, виробництво вина - 1,1 млрд літрів, дев'яте місце у світі, а споживання вина - 1,6 млрд літрів, що займає п'яте місце у світі.

## Історія

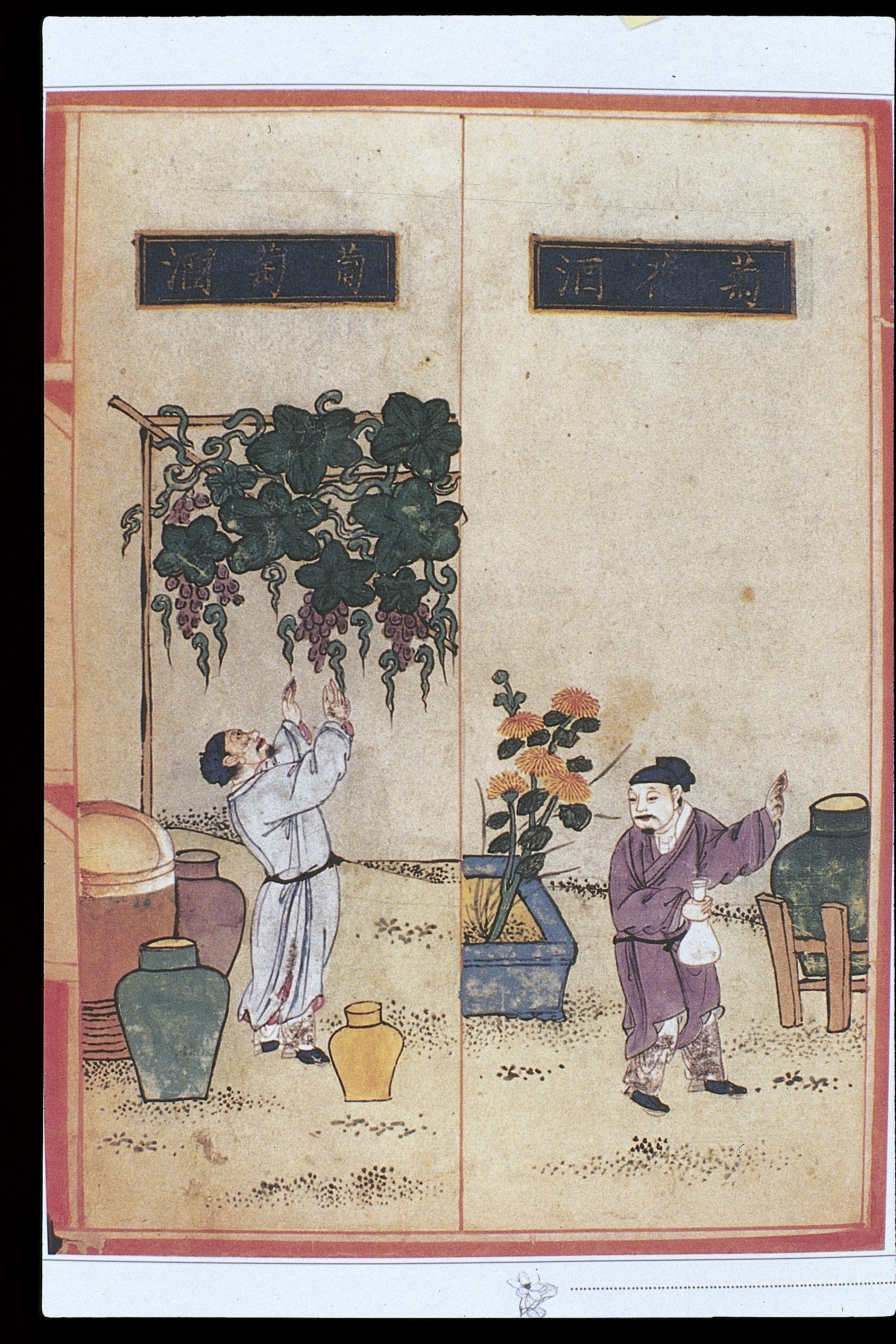
Ілюстрація португальського пивоваріння вина в "Food and Materia Medica" в династії Мін.

У 1995 році дослідження, проведене Інститутом археології Університету Шаньдун у двох місцях міста Ріджао, провінція Шаньдун, показало, що  виробництво вина в цьому районі могло розпочатися у пізнього неоліту 4600 років тому. У 2004 році китайські та американські археологи виявили залишки того ж складу, що і сучасні виноградні дубильні речовини, в глибоких зрізах, виявлених на місці Цзяху в провінції Хенань у період раннього неоліту, що вказує на те, що Китай може бути першою країною у світі, яка виробляє вино. У той же час Китай також є одним із центрів походження винограду. У «Книзі пісень» є найдавніші письмові записи про виноград. 
Після заснування Китайської Народної Республіки виноробна промисловість почала відновлюватися. З реформами та відкриттям сучасна винна промисловість Китаю почала швидко розвиватися у 1980-х. У 1994 році Китай оприлюднив перший національний стандарт вина.  З 2008 року новий національний винний стандарт був впроваджений та змінений із рекомендованого на обов'язковий.
У 2002 році Китай підписав Меморандум про взаєморозуміння про приєднання до Міжнародної організації з виноградарства та виноробства, але в підсумку не зміг приєднатися.

## Основні сорти винограду
Основні винні сорти винограду, які вирощуються в Китаї, в даний час включають:
- Червоні сорти винограду: Каберне Совіньйон, Змійовий Дракон Куля, Каберне Фран, Карменере, Мерло, Піно Нуар, Кариньян, Гаме, Сіра
- Білі сорти винограду: Шардоне, Еглізе, Ченін Блан, Аромат Троянди, Біле Перо, Білий Юні, Рислінг, Совіньон Блан, Піно Грі, Семійон